# Pen-ar-Lan

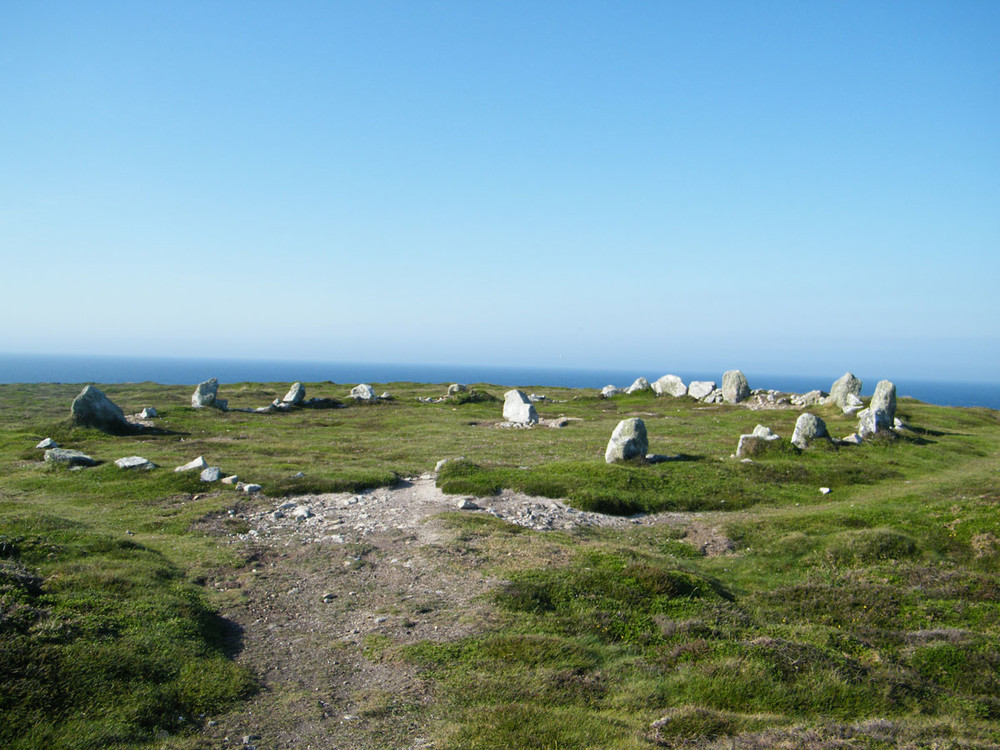
Pen-ar-Lan

Der Steinkreis von Pen-ar-Lan (auch Cromlech de Lann Penn ar Lan oder als das Megalith-Ei von Ouessant bezeichnet) ist ein Monument auf einer Halbinsel am Ostende der bretonischen Insel Ouessant im Département Finistère in Frankreich. Der Steinkreis liegt hinter Kernoaz nahe dem so genannten Paulskreuz.
Es handelt sich um einen kleinen Cromlech in Eiform mit etwa 13,0 m auf der Ost-West- und 10,0 m auf der Nord-Süd-Achse. Zu Beginn des 20. Jahrhunderts wurde man auf das Monument, das damals noch zwei Menhire in der Mitte besaß, aufmerksam. Nach einer Rettungsgrabung im Jahre 1988 wurde das Bauwerk restauriert.
Die Menhire stehen auf einer etwa 23,0 m hohen Klippe über dem Meer. Bei der Ausgrabung fand man die beiden zentralen Menhire sowie einen weiteren Block wieder, so dass die Anlage heute wieder einen authentischen Eindruck vermittelt.
Das Monument steht nicht einzeln da, ein Alignement im Süden bestehend aus vier Menhiren wird um ein senkrecht verlaufendes System an einem Ende ergänzt. 150 m östlich konnte ein großer Quarzblock auf seinem alten Fundament wieder aufgerichtet werden.
Steinkreise sind auf den Britischen Inseln in großer Zahl zu finden. In der Bretagne sind sie hingegen selten. Hier kennt man in erster Linie den überfluteten Doppelkreis von Er Lannic, im Département Morbihan. Daher ist das „Megalith-Ei“ von Ouessant von größtem Interesse.